# Prioniturus flavicans
Il codaracchetta pettogiallo (Prioniturus flavicans) è un uccello della famiglia degli Psittaculidi, endemico dell'Indonesia.